# ТНС энерго
ПАО Группа компаний «ТНС энерго» — одна из крупнейших независимых энергосбытовых компаний России.
Является субъектом оптового рынка электроэнергии и управляет 10 энергосбытовыми компаниями, имеющими статус гарантирующих поставщиков. В зоне обслуживания Группы компаний — 11 регионов Российской Федерации.
Полезный отпуск электроэнергии в 2021 году составил 67,05 млрд кВт*ч (+4 % YoY)

## История
Компания была образована в 2001 году под названием ООО «Транснефтьсервис С» («ТНС С»). Основным направлением деятельности компании стало энергообеспечение магистральных нефтепроводов ОАО «АК Транснефть».
В 2006—2011 годах «ТНС С» расширила сферу деятельности, начав скупать энергосбытовые предприятия различных регионов России. Так, были приобретены контрольные пакеты акций в Нижегородской, Воронежской, Карельской, Тульской, Ярославской энергосбытовых компаниях, а также в Республике Марий Эл. Впоследствии под управление ООО «ТНС С» вошли ОАО «Энергосбыт Ростовэнерго», ООО «Донэнергосбыт» и ОАО «Кубаньэнергосбыт». В результате образовался сбытовой холдинг по продаже электроэнергии населению и прочим потребителям в 8 регионах страны.
В 2012 году ООО «Транснефтьсервис С» запустило процесс ребрендинга, сменив название на ООО ГК «ТНС энерго».
В 2013 году зона деятельности холдинга была расширена ещё на два региона. В мае 2013 года ООО ГК «ТНС энерго» было акционировано в ОАО ГК «ТНС энерго», в декабре 2014 года ОАО ГК «ТНС энерго» переименовано в ПАО ГК «ТНС энерго».
С мая по июнь 2015 года акционеры дочерних обществ ПАО ГК «ТНС энерго» утвердили решения о переименовании энергосбытовых компаний. Новые названия дочерних обществ стали состоять из наименования управляющей компании — «ТНС энерго» — и названия региона, на территории которого гарантирующий поставщик осуществляет деятельность: ООО «ТНС энерго Великий Новгород», АО «ТНС энерго Тула», АО «ТНС энерго Карелия», ПАО «ТНС энерго Воронеж», ПАО «ТНС энерго Ростов-на-Дону», ПАО «ТНС энерго Нижний Новгород», ПАО «ТНС энерго Марий Эл», ООО «ТНС энерго Пенза», ПАО «ТНС энерго Ярославль». В июне 2017 года было переименовано ПАО «ТНС энерго Кубань».
С 17 июня 2015 года акции компании торгуются на Московской бирже. В ноябре 2015 года акции ПАО ГК «ТНС энерго» включены во второй котировальный список Московской биржи.
В 2017 году компания стала второй в России по объёму выручки среди энергосбытовых компаний России. Согласно исследованиям 2018 года компания являлась лидером отрасли по рентабельности продаж.
По итогам 2020 года компания стала первой в России по объёму реализуемой продукции среди всех энергосбытовых компаний страны.
Выручка компании в 2020 году составила 263,3 млрд рублей, «ТНС энерго» вошла в рейтинг журнала Forbes «200 крупнейших частных компаний России 2021».
В 2021 году был полностью переизбран Совет директоров ПАО ГК «ТНС энерго». В состав органов управления общества вошли представители ПАО «Россети» и Банка ВТБ (ПАО). В декабре 2021 года АО «Янтарьэнергосбыт» приобрело 19,99 % акций ПАО ГК «ТНС энерго».
К середине 2022 года компании в структуре «ТНС энерго» обслуживают в общей сложности более 241 тыс. счетов юридических и более 7,7 млн счетов физических лиц (или почти 21 млн частных клиентов).
Осенью 2023 году компания заявила, что рассматривает возможность делистинга ценных бумаг компании и всех дочерних обществ на Мосбирже из-за признаков необоснованного роста стоимости акций группы.

## Выручка компании по годам
| Отчётный год | Выручка в млрд. рублей |
| ------------ | ---------------------- |
| 2013         | 98,3                   |
| 2014         | 159,6                  |
| 2015         | 172,0                  |
| 2016         | 207,0                  |
| 2017         | 195,3                  |
| 2018         | 250,7                  |
| 2019         | 260,6                  |
| 2020         | 265,2                  |
| 2021         | 236,3                  |

## Деятельность
ПАО ГК «ТНС энерго» является субъектом оптового рынка электроэнергии, а также управляет 10 энергосбытовыми компаниями, работающими на территории следующих регионов:
- Воронежская область: ПАО «ТНС энерго Воронеж» (ранее — ОАО «Воронежская энергосбытовая компания»);
- Республика Карелия: АО «ТНС энерго Карелия» (ранее — ОАО «Карельская энергосбытовая компания»);
- Краснодарский край и Республика Адыгея: ПАО «ТНС энерго Кубань» (ранее — ОАО «Кубаньэнергосбыт»);
- Республика Марий Эл: ПАО «ТНС энерго Марий Эл» (ранее — ОАО «Мариэнергосбыт»);
- Нижегородская область: ПАО «ТНС энерго НН» (ранее — ОАО «Нижегородская сбытовая компания»);
- Новгородская область: ООО «ТНС энерго Великий Новгород» (ранее — ООО «Гарантэнергосервис»);
- Пензенская область: ООО «ТНС энерго Пенза» (Пензенская область);
- Ростовская область: ПАО «ТНС энерго Ростов-на-Дону» (ранее — ОАО «Энергосбыт Ростовэнерго»);
- Тульская область: АО «ТНС энерго Тула» (ранее — ОАО «Тульская энергосбытовая компания»);
- Ярославская область: ПАО «ТНС энерго Ярославль» (ранее — ОАО «Ярославская сбытовая компания»).

Все компании Группы имеют статус гарантирующих поставщиков электроэнергии.

## Рейтинги
ПАО ГК «ТНС энерго» возглавляет рейтинг крупнейших компаний в энергосбытовой деятельности (рейтинг RAEX-600, 2021), входит в рейтинг крупнейших компаний (рейтинг RAEX-600, 2021) и стабильно входит в топ-100 ESG-рэнкинга российских компаний".